# Эндзиньш, Айвар
Айвар(с) Эндзиньш (латыш. Aivars Endziņš; 8 декабря 1940, Рига — 21 ноября 2023) — латвийский и советский юрист и политический деятель. Депутат 5-го, 6-го Сейма Латвийской республики (1993—1995, 1995—1998) и Верховного Совета Латвии. Доктор юридических наук. Председатель Конституционного суда Латвии в 2000—2007 гг. (утверждён судьёй в 1996 г.). Командор ордена Трёх звёзд. Кандидат на пост президента страны на выборах 2007 года.
В 1968 году окончил юридический факультет Латвийского государственного университета, в 1977 году окончил аспирантуру на юрфаке МГУ. В 1990—1993 гг. — депутат Верховного Совета Латвии, председатель комиссии по вопросам законодательства.  Участвовал в основании Народного фронта Латвии, Демократической партии труда Латвии. Участвовал в рабочей группе, разрабатывавшей проект Декларации независимости.
С 1992 по 1995 год Эндзиньш был специальным гостем Парламентской ассамблеи Совета Европы (EPPA), с 1995 по 1996 год был ее членом, с 1995 по 1996 год возглавлял латвийскую делегацию в Парламентской ассамблее ОБСЕ. Он также был главой латвийской делегации на нескольких конференциях Межпарламентского союза.
С 1995 по октябрь 2019 года был представителем Латвии в статусе независимого эксперта в Комиссии Совета Европы «Демократия через права».
Преподавал в Латвийском университете (доцент и зав. кафедрой  юридического факультета) и в Высшей бизнес-школе «Turība».

## Награды
- Орден Трех Звезд III степени.
- Памятный знак участника баррикад.
- Командор ордена «За заслуги перед Литвой» (2006).
- Великий офицер ордена «За заслуги перед Итальянской Республикой» (2004)[2].